# Korekcja nosa

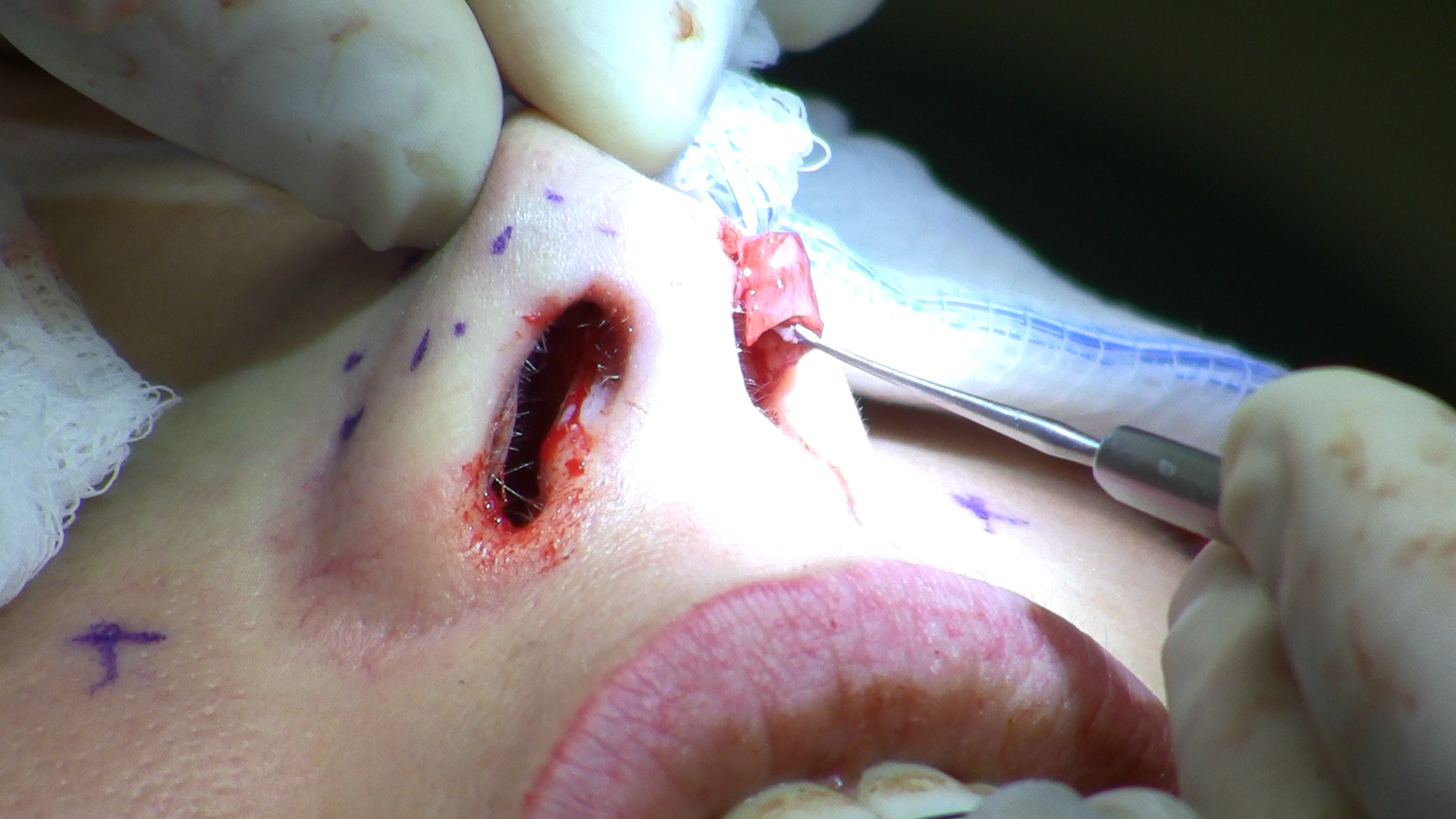
Rynoplastyka

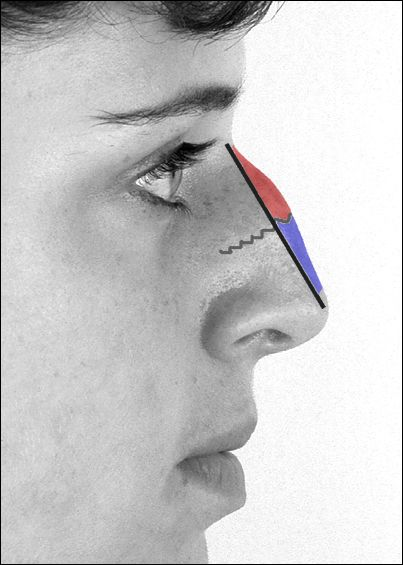
Korekta garbu nosa – czarna linia wyznacza grzbietową płaszczyznę nowego nosa.

Korekcja nosa (rynoplastyka) – zabieg mający na celu zmianę kształtu nosa i poprawę jego wyglądu.
Zabieg ten ma bardzo istotne znaczenie dla wyglądu. Nos będący centralną częścią twarzy w dużym stopniu decyduje o tym, jak dana osoba jest postrzegana. Dawniej uważano, że kształt nosa odzwierciedla ludzki charakter, przez co od tego jak wygląda nos w pewnym stopniu zależy jak człowiek będzie postrzegany przez otoczenie. Kształt nosa powinien harmonijnie współgrać z pozostałymi elementami ludzkiej twarzy. Jeśli te proporcje są zaburzone, czy to z powodu defektów wrodzonych, czy z powodu urazów lub chorób, diametralnie zmienia się wygląd twarzy, co powoduje duży dyskomfort psychiczny.

## Przyczyny deformacji nosa
Nos ludzki składa się z dwóch części: nosa zewnętrznego i jamy nosowej umiejscowionej w części wewnętrznej czaszki. Zewnętrzna część nosa zbudowana jest w głównej mierze z chrząstek i kości. Przednia część nosa składa się z nasady nosa, grzbietu, koniuszka oraz skrzydełek i jest to budowa dość prosta. Bardziej skomplikowaną budowę posiada jama nosowa, czyli część niewidoczna. Jama nosowa przedzielona jest przegrodą dzieląca jamę na dwie części. Ściany jamy nosowej składają się z części oddechowej i węchowej, wewnątrz jamy nosowej znajdują się gruczoły zarówno łojowe, jak i potowe.
Nos pełni szereg istotnych funkcji w organizmie. Dostarcza organizmowi tlenu niezbędnego do życia komórek, rozpoznaje zapachy, pełni funkcję ochronną, oczyszczając powietrze przedostające się nozdrzami do ludzkiego organizmu, chroni przed bakteriami i wirusami. Nos pełni więc funkcję swoistego filtru i zarazem ogrzewa powietrze przed jego przedostaniem się do układu oddechowego.
Z racji usytuowania nosa w centralnej części twarzy, jest on często narażony na urazy. Najczęstszymi przyczynami są wypadki, bójki, uprawianie sportów kontaktowych lub sportów walki. Budowa nosa jest dość sprężysta, dzięki czemu delikatniejsze urazy nie wpływają na jego strukturę. Jednak niekiedy może dojść do pęknięcia, a nawet złamania nosa. Urazy te powodują deformację części zewnętrznej nosa, przemieszczenia, powstają wklęśnięcia itp. Ze względu na bogate ukrwienie nosa, każde poważniejsze uszkodzenie objawia się krwotokiem. Złamany nos nawet nieleczony zrośnie się samoistnie, jednak nie oznacza to, że wszystko funkcjonuje prawidłowo. Oprócz złamania, częstym urazem nosa jest jego skrzywienie, które może nastąpić już w trakcie porodu, jednak na tym etapie nie daje żadnych niepokojących objawów. Kłopoty zaczynają się z biegiem lat, gdy nos się rozwija i zaczynają się problemy z oddychaniem.

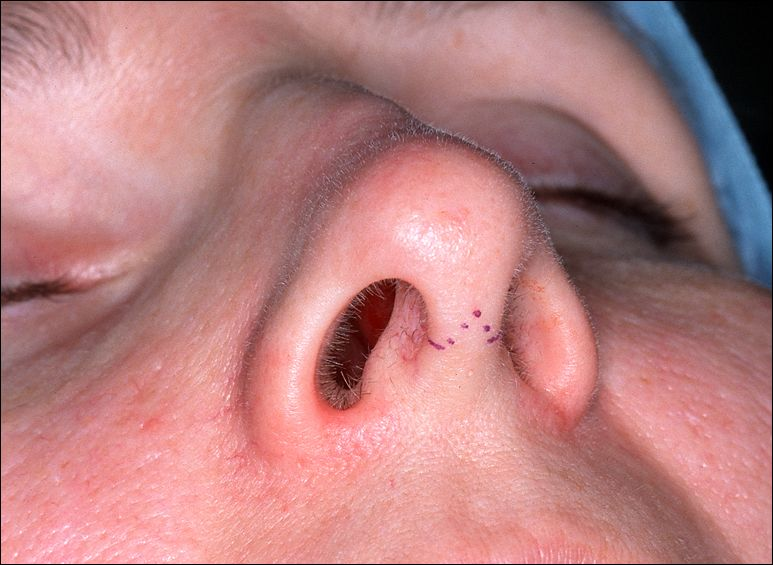
Czerwonymi kropkami zaznacza się miejsce nacięcia przegrody nosowej.

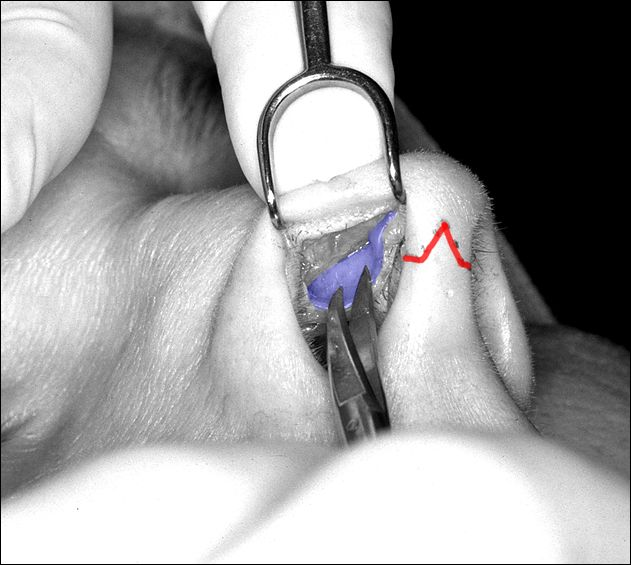
Prawa dolna chrząstka poddawana jest korekcie.

## Kandydat
Zabieg korekcji nosa powinien być wykonywany w oparciu o indywidualne oczekiwania pacjenta. Zabieg wykonuje się u osób, u których zakończył się całkowicie rozwój twarzy, najczęściej jest to wiek z przedziału między 16 a 18 lat. Kandydat powinien mieć dobry stan zdrowia, być zrównoważony psychicznie i posiadać realne oczekiwania co do rezultatu zabiegu. Najlepiej, jeśli jest to osoba niepaląca.
Najczęstszymi wskazaniami do zabiegu są: zbyt mocno zadarty lub zbyt mocno skierowany w dół czubek nosa, nieproporcjonalny kształt nosa względem reszty twarzy, wklęśnięcie lub garb grzbietowej części nosa, zbyt szerokie nozdrza oraz uzasadnione niezadowolenie z wyglądu własnego nosa. Nos operowany jest nie tylko z powodów estetycznych, istnieje mnóstwo schorzeń wymagających leczenia chirurgicznego. Jednym z nich są problemy z oddychaniem wskutek wad budowy przegrody nosowej, rozszczep wargi i podniebienia oraz wszelkiego typu inne wady wrodzone. Oprócz chorób wrodzonych często spotykane są wady nabyte w czasie urazów, porażenia prądem, złamania lub chorób nabytych typu zapalenie błony śluzowej nosa, nowotwory, krwiaki itp.

## Bezpieczeństwo zabiegu
Jak każdy zabieg chirurgiczny, korekcja nosa również niesie ze sobą ryzyko wystąpienia powikłań. Najczęstsze z nich to: silny ból, długotrwały obrzęk, przebarwienia, drętwienie nosa, zaburzenia czucia oraz trudności w oddychaniu. Nos może nadmiernie krwawić, może wystąpić nierówność przegrody nosowej lub asymetria całego nosa oraz mogą pojawić się problemy z gojeniem się blizn. Dodatkowo nie można całkowicie wyeliminować ryzyka wdania się infekcji czy reakcji uczuleniowej na znieczulenie. Powikłania związane z nierówną przegroda nosową i asymetrią zazwyczaj wymagają wtórnej operacji nosa.

## Kwalifikacja do zabiegu
Bardzo ważną rolę w przygotowaniu do zabiegu pełni konsultacja z chirurgiem. Podczas rozmowy z lekarzem omówiona zostaje przyczyna zgłoszenia się na zabieg oraz oczekiwania pacjenta co do rezultatów po zabiegu. Dla lekarza niezmiernie istotne są informacje o stanie zdrowia, przebytych chorobach i operacjach, przyjmowanych lekach, witaminach czy preparatach ziołowych. Bardzo ważne są również przebyte urazy nosa oraz operacje, o ile były wykonywane. Podczas konsultacji poruszone zostaną takie tematy jak uczulenia na leki, spożywanie alkoholu czy palenie papierosów. 
Zadaniem chirurga podczas konsultacji jest: ocena ogólnego stanu zdrowia, ocena proporcji nosa względem reszty twarzy, wykluczenie przeciwwskazań, omówienie ryzyka związanego z zabiegiem oraz metody, jaką pacjent będzie znieczulany i operowany. 

## Przygotowanie do zabiegu
Po zakwalifikowaniu do zabiegu chirurg powinien omówić szczegóły dotyczące zabiegu. Przed zabiegiem należy wykonać wszystkie badania laboratoryjne zlecone przez lekarza. Już na 3 tygodnie przed zabiegiem należy wystrzegać się palenia tytoniu. Podobnie jak tytoniu tylko na tydzień przez planowanym zabiegiem powinno się wystrzegać aspiryny, leków zawierających kwas acetylosalicylowy oraz leków zmniejszających krzepliwość krwi.
Niektóre gabinety chirurgii plastycznej posiadają odpowiednie narzędzia do wizualizacji efektów zabiegu jeszcze przed ich wykonaniem. Dzięki czemu dużo łatwiej sprecyzować wymagania co do efektu końcowego. Należy pamiętać, aby zapewnić sobie transport i pomoc kogoś bliskiego podczas pierwszych dni po zabiegu. 

## Przebieg zabiegu
Zabieg wykonywany jest za pomocą dwóch podstawowych metod, mianowicie jako „plastyka otwarta” i „plastyka zamknięta”; trzecią ewentualnością jest rynoplastyka wtórna. Reoperację nosa wykonuje się, gdy efekty poprzedniego zabiegu są niezadowalające lub gdy zabieg był źle przeprowadzony. Między jedną a drugą operacją powinna być przerwa minimum jednego roku. 
Metoda otwarta i zamknięta różnią się niewielkim prostopadłym nacięciem przegrody nosowej w kształcie litery W. Otwarta plastyka nosa wybierana jest częściej, ponieważ pozwala na łatwiejsze modelowanie nosa, uzupełnianie ubytków; wadą tej metody są widoczna blizna oraz dłużej utrzymujący się obrzęk. W zamkniętej plastyce nosa wszelkie cięcia wykonywane są wewnątrz nosa, dzięki czemu po zabiegu nie ma widocznych blizn. Występuje mniejsze rozwarstwienie tkanek nosa, a co za tym idzie, mniejszy obrzęk, krótszy czas zabiegu oraz szybszy powrót do zdrowia.
W obu typach zabiegów pierwszym krokiem jest podanie leków w celu zapewnienia komfortu pacjenta podczas zabiegu. W zależności od wcześniejszych ustaleń zabieg można wykonać przy użyciu pełnego znieczulenia ogólnego lub tzw. dożylnej sedacji, czyli płytkiego uśpienia połączonego z miejscowym znieczuleniem. Następnie w zależności od przyjętej metody chirurg wykonuje cięcia jedynie wewnątrz nosa (plastyka zamknięta) lub wewnątrz nosa i poprzecznie w okolicy słupka nosa (plastyka otwarta). Za pomocą nacięć unoszone są tkanki nosa w ten sposób umożliwiając jego uformowanie, nadanie odpowiedniego kształtu, modelowanie chrząstek i kości lub usunięcie garbu. Po uformowaniu struktur nosa koryguje się przegrodę nosową. Tak zoperowany nos należy pozszywać, w zależności od oczekiwanego efektu można podciąć skrzydełka nosa, dostosowując w ten sposób jego wygląd do oczekiwanych efektów. Czas zabiegu z reguły nie przekracza 90 minut i wykonywany jest ambulatoryjnie, bez konieczności pozostawania na noc w szpitalu. W szczególnych przypadkach czas zabiegu może ulec wydłużeniu. Po zakończeniu procesu modelowania nos musi zostać ustabilizowany, czego dokonuje się za pomocą opatrunków plastrowych lub łuski gipsowej, w zależności od tego, co było korygowane. Od wewnątrz struktury nosa stabilizuje się przy pomocy odpowiednich tamponów, które dodatkowo tamują krwawienie.

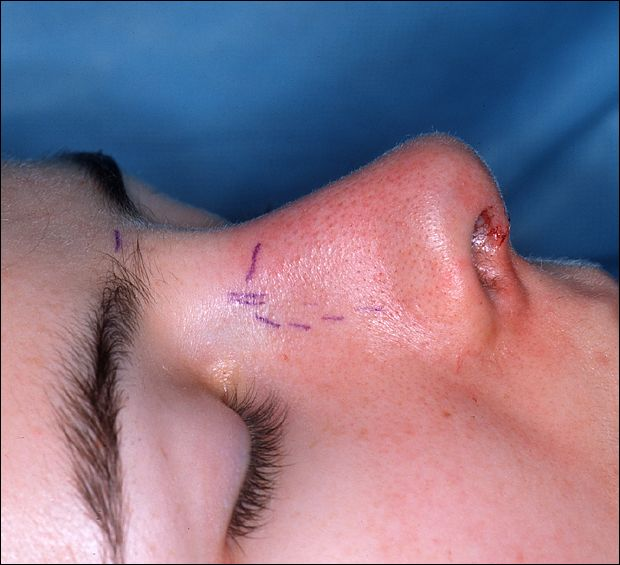
Naniesienie wytycznych, precyzyjnych nacięć zgodnie z założeniami planowanej korekty nosa.
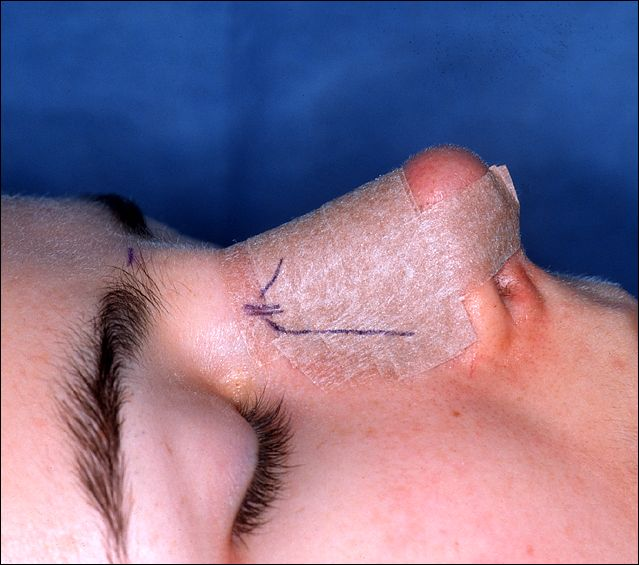
Formowanie przyszłego kształtu nosa, w celu przygotowania metalowej szyny nosa.
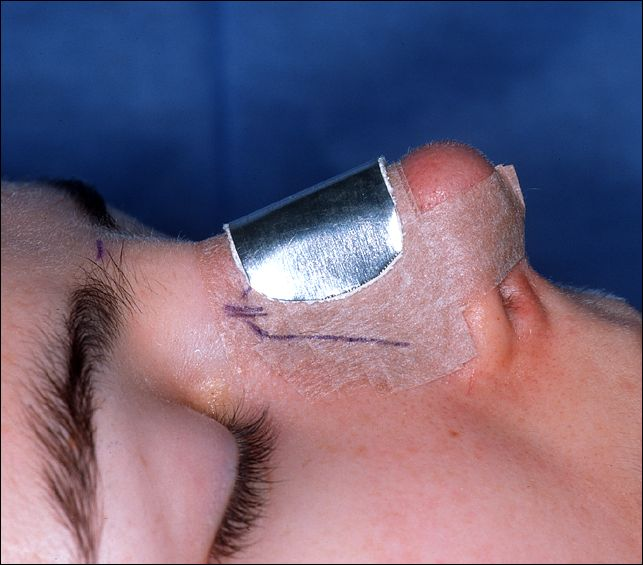
Metalowa szyna chroniąca nos w okresie rekonwalescencji.
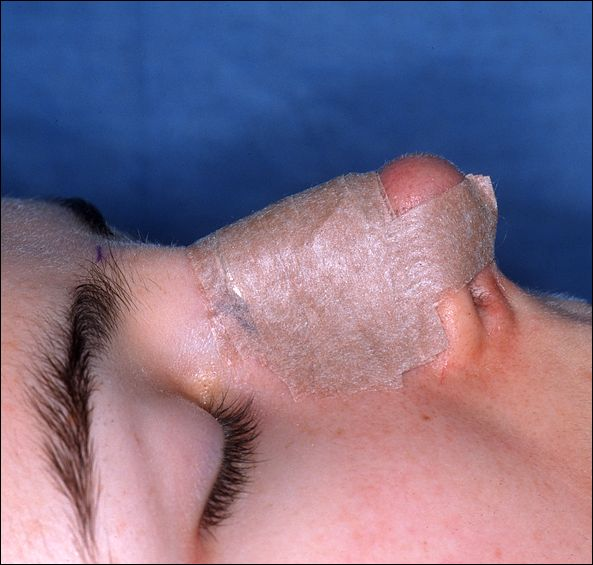
Zabezpieczenie nosa – uzupełnienie korekcji.

Oprócz typowej plastyki nosa bardzo często wykonywana jest septoplastyka (inaczej prostowanie przegrody nosowej). Jest to dość częsty zabieg z tego względu, że jest w pełni refundowany przez Narodowy Fundusz Zdrowia. 
Jednym z najtrudniejszych zabiegów jest reoperacja nosa, czyli zabieg wtórny. Ponowna operacja często jest wynikiem powikłań, przykładem jest: nadmierny rozrost tkanek łącznych gojącego się nosa, nieprawidłowy profil nosa wskutek wycięcia zbyt dużej jego części podczas likwidacji garbu części grzbietowej, zapadające się skrzydełka nosa, rozrost blizn wewnątrz przegrody nosowej i wiele innych. Wtórna rynoplastyka niesie ze sobą większe ryzyko powikłań związanych z wcześniejszą operacją.

## Rekonwalescencja
Po zabiegu rynoplastyki występują obrzęki okolic nosa i polików. W okolicach powiek dolnych i polików możliwe są zasinienia. Zasinienie utrzymuje się zazwyczaj przez okres dwóch tygodni, w ciągu kilku kolejnych ustępuje obrzęk nosa i jego okolic. Po ok. 3–4 dniach usuwana jest tamponada i zmieniane opatrunki, po mniej więcej tygodniu usuwane są szwy. Po zabiegu może być wymagany opatrunek gipsowy, który nosi się na stałe przez dwa tygodnie, a następnie przez kolejny miesiąc jedynie podczas snu.
Kształt nosa normalizuje się nawet do sześciu miesięcy, ostateczny efekt zabiegu uzyskuje się po roku czasu. Lekarz po zabiegu udziela wszelkich informacji dotyczących zaleceń pooperacyjnych oraz terminów niezbędnych kontroli. Na czas rekonwalescencji zaleca się unikania sportów kontaktowych oraz gier zespołowych, ponieważ istnieje ryzyko uszkodzenia wrażliwej tkanki nosa. Przez okres do 3 miesięcy zalecane jest unikanie opalania, gdyż operowany nos może przybrać nienaturalny kolor.

## Efekty zabiegu
Pierwsze zmiany wyglądu nosa widoczne są po zdjęciu opatrunków, jednak na całkowity efekt zabiegu trzeba poczekać ok. 1 roku. Wynik prawidłowo przeprowadzonej operacji jest stały. 

## Niechirurgiczne metody leczenia wad kształtu nosa
Zabieg plastyczny nosa generuje znaczące koszty, przez co nie każdy decyduje się na zabieg chirurgiczny. Kolejnym powodem, dla którego osoby unikają rozwiązania chirurgicznego, są blizny. Mimo że znajdują się one wewnątrz nosa (przy metodzie zamkniętej), to jednak same słowa skalpel i blizna odstraszają potencjalnych kandydatów. Jeśli uwzględnić dodatkowo przebudowę struktur, powikłania, okres gojenia, reakcje uczuleniowe na anestezję itp., część osób decyduje się na alternatywne metody niechirurgiczne.
Kształt nosa można poprawić przy pomocy wypełniaczy, do których zalicza się m.in. kwas hialuronowy. Metoda ta nie jest w stanie zastąpić chirurgicznej plastyki nosa, jednak w wielu przypadkach daje zbliżone efekty do tradycyjnej operacji. Oprócz kwasu hialuronowego wykorzystywany jest również hydroksyapatyt wapnia. Odpowiada on za trwałość kości i podobnie jak kwas hialuronowy występuje naturalnie w ludzkim organizmie, dzięki czemu po jego zastosowaniu nie występują żadne reakcje alergiczne. Za wykorzystaniem wypełniaczy do poprawy wyglądu nosa przemawia znikoma ingerencja w ludzki organizm, natychmiastowy rezultat i brak okresu rekonwalescencji.
Dodatkowo z zabiegów z wykorzystaniem wypełniaczy korzystają osoby mające przeciwwskazania do zabiegu chirurgicznego, np. zaburzenia krzepliwości krwi.
Jednak korekta nosa za pomocą wypełniaczy niesie ze sobą ryzyko powikłań. Nos posiada bardzo gęste unaczynienie. Przypadkowe podawanie kwasu hialuronowego do naczynia powoduje zamknięcie światłą tętnic i martwicę tkanek, które są zaopatrywane przez to naczynie. W literaturze medycznej opisywane są nawet przypadki uszkodzenia wzroku na skutek podania kwasu hialuronowego do jednej z tętnic zaopatrującej nos.
Innym rozwiązaniem niechirurgicznym jest wykorzystanie nici liftingujących do zwężenia czubka nosa. W ten sposób ingeruje się wyłącznie w obszarze czubka nosa, przez co zabieg jest mniej inwazyjny, a okres rekonwalescencji ogranicza się maksymalnie do kilku dni.